# Ehrenkirchen
Ehrenkirchen è un comune tedesco di 6 985 abitanti, situato nel land del Baden-Württemberg.